# 東横学園女子短期大学
東横学園女子短期大学（とうよこがくえんじょしたんきだいがく、英語: Toyoko Gakuen Women's College）は、東京都世田谷区等々力8-9-18に本部を置いていた日本の私立大学である。1956年に設置され、2010年に廃止された。大学の略称は東横短。

## 概観

### 大学全体
- 東京都世田谷区に所在した日本の私立短期大学で、設置主体は学校法人五島育英会[2]。
- 1956年に開学し、当初は家政科のみの1学科体制[注 3]。のちに学科の増設もあり、3学科体制の時期もあった。
- 2007年度の入学生を最後に[注釈 2]、2010年に短期大学としての使命を終える[6]。

### 建学の精神（校訓・理念・学是）
- 「強く、正しく、美しく」生きる女性をモットーとされていた[7]。

### 教育および研究
- 東横学園女子短期大学の保育学科では、異文化理解・農業体験・小児栄養・宿泊研修・地域育児支援の各体験プログラムが取り入れられていた。
- オーストラリア・イギリス・ニュージーランド・アメリカなどでの海外研修が実施されていた。

### 学風および特色
- 東横学園女子短期大学は、東急グループ[注 4]に属する短大の一つであった。
- 全国の短大で初めて、昼間部3年制の保育系学科を設置した。
- 2007年度までは、東京７短大加盟校となっていた。

## 沿革
詳しい沿革は関連項目である東京都市大学等々力中学校・高等学校を参照。
- 1939年
  - 目黒蒲田電鉄[注 5]の総帥であった五島慶太が東横商業女学校を創設[8]。
- 1951年
  - 3月14日 経営母体である五島育英会が学校法人としての設立を認可される[9]。
- 1956年
  - 3月1日 左記を以て文部省[注 6]より短期大学の設置が認可される[10]。
  - 4月1日 東横学園の高等教育機関として東横学園女子短期大学が以下の学科体制にて開学する[注 7]。
    - 家政科 入学定員40名
- 1958年
  - 5月1日 学生数[13]/定員
    - 家政科 172[注釈 3]/80
- 1963年
  - 4月1日 家政科の入学定員を40→150に増員[14]
  - 5月1日 学生数[15]/定員
    - 家政科 537[注釈 3]/190
- 1966年
  - 1月22日 専攻科の設置が認可され、以下の課程を置く[16]。
    - 生活専攻 入学定員10名
    - 食物栄養専攻 入学定員10名
    - 英語専攻 入学定員15名

  - 4月1日 以下の学科を増設する[17]。
    - 国語国文科 入学定員50名[注釈 4]
    - 英語英文科 入学定員50名[注釈 4]

  - 5月1日 学生数[19]/定員
    - 家政科 636[注釈 3]/280
    - 国語国文科 80[注釈 3]/50
    - 英語英文科 131[注釈 3]/50
- 1969年
  - 1月6日 専攻科の再設置が認可され、以下の課程を置く[20]。
    - 家政専攻 入学定員20名

  - 4月1日 家政科を家政学科に改称し、入学定員を150[21]→250に増員、さらに以下の専攻課程を置く[22]。
    - 家政学専攻 入学定員130名
    - 食物栄養学専攻 入学定員120名

  - 同 ほか学科名の変更を以下の通り改称💛。
    - 国語国文科→国語国文学科
    - 英語英文科→英語英文学科
- 1970年
  - 5月1日 学生数[23]/定員
    - 家政学科 539[注釈 3]/500
    - 国語国文学科 207[注釈 3]/100
    - 英語英文学科 195[注釈 3]/100
- 1976年
  - 4月1日 学科の一部を以下の通り入学定員増を行う[24]
    - 国語国文学科 50[注釈 5]→100[注釈 6]
    - 英語英文学科 50[注釈 5]→100[注釈 6]

  - 5月1日 学生数[27]/定員
    - 家政学科 696[注釈 3]/500
    - 国語国文学科 404[注釈 3]/150
    - 英語英文学科 313[注釈 3]/150
- 1984年
  - 11月 図書館が新築開館する[28]。
- 1990年
  - 4月1日 学科及び専攻の各名称を以下の通り改める[29]。
    - 家政学科→生活学科
      - 家政学専攻→食物栄養学専攻

  - 5月1日 学生数[30]/定員
    - 国語国文学科 378[注釈 3]/200
    - 英語英文学科 370[注釈 3]/200
    - 生活学科 367[注釈 3]/250
      - 家政学科 358[注釈 3]/250
- 1991年
  - 4月1日 学科の増員増を以下の通り行う[注 8]。
    - 生活学科 250[注釈 7]→400[注釈 8]
    - 国語国文学科 100[注釈 7]→200[注釈 8]
    - 英語英文学科 100[注釈 7]→200[注釈 8]

  - 5月1日 学生数[35]/定員
    - 国語国文学科 403[注釈 3]/300
    - 英語英文学科 395[注釈 3]/300
    - 生活学科 794[注釈 3]/650
- 1992年
  - 3月31日 生活学科の各専攻課程を廃止する[36]。
  - 5月1日 学生数[注 9]/定員
    - 国語国文学科 424[注釈 3]/400
    - 英語英文学科 442[注釈 3]/400
    - 生活学科 848[注釈 3]/800
- 1996年
  - 4月1日 以下の学科について其々、この年度で学生募集を最終とする[注 10]。
    - 国語国文学科
    - 英語英文学科

  - 5月1日 学生数[40]/定員
    - 国語国文学科 456[注釈 3]/400
    - 英語英文学科 441[注釈 3]/400
    - 生活学科 867[注釈 3]/800
- 1997年
  - 4月1日 この年度の入学生より国語国文科に英語英文科を編入かつ再編により改めて以下の学科として再設置する[39]。
    - 言語コミュニケーション学科 入学定員360名

  - 5月1日 学生数[41]/定員
    - 言語コミュニケーション学科 471[注釈 3]/380 
      - 国語国文学科 225[注釈 3]/200
      - 英語英文学科 214[注釈 3]/200

    - 生活学科 830[注釈 3]/800
- 1998年
  - 5月1日 学生数[42]/定員
    - 言語コミュニケーション学科 994[注釈 3]/720
      - 国語国文学科 11[注釈 3]/-
      - 英語英文学科 19[注釈 3]/-

    - 生活学科 877[注釈 3]/800
- 1999年
  - 5月1日 学生数[43]/定員
    - 言語コミュニケーション学科 833[注釈 3]/720
      - 英語英文学科 1[注釈 3]/-

    - 生活学科 810[注釈 3]/800
- 2000年 　
  - 4月1日 言語コミュニケーション学科の入学定員を360→327に減員[注 11]。
  - 5月24日 左記をもって以下の学科を正式に廃止とする[48]。
    - 国語国文学科
    - 英語英文学科
- 2002年
  - 4月1日 言語コミュニケーション学科の入学定員を327→145に減員[49]。
- 2003年
  - 4月1日 言語コミュニケーション学科の学生募集を最終とする[注 12]。
- 2004年
  - 4月1日 以下の学科を増設する[50]。
    - 保育学科 入学定員100名

  - 同 生活学科の入学定員を300→195に減員[50]。
  - 5月1日 学生数/定員[51]
    - 427[注釈 3]/740[注 13]
- 2005年
  - 4月1日 生活デザイン学科をライフデザイン学科に改称[52]。
  - 5月25日 左記をもって言語コミュニケーション学科を正式に廃止とする[53]。
- 2007年
  - 4月1日 学生募集を最終とする[注釈 2]。
- 2009年
  - 9月24日 左記をもってライフデザイン学科を正式に廃止とする[1]。
- 2010年
  - 7月30日 左記をもって正式に廃止とする[54]。

## 基礎データ

### 所在地
- 東京都世田谷区等々力8-9-18[注釈 1]

### 交通アクセス
- 東急大井町線等々力駅 徒歩10分。

### 象徴
- オリジナルカレッジマークは右記資料にあり[55]。

## 教育および研究

### 組織

#### 学科
- 保育学科 入学定員100名 昼間部3年制[注釈 9]

##### その他の学科
- 家政学科→生活学科→ライフデザイン学科 入学定員X名[注釈 9]
  - 家政学専攻→生活学専攻 入学定員130名[注釈 10]
  - 食物栄養学専攻 入学定員120名[注釈 10]
- 国語国文学科[注釈 11]→言語コミュニケーション学科[注 14]
- 英語英文学科[注釈 11]
- 保育学科 入学定員100名[注 15]

#### 専攻科
- 生活専攻 入学定員10名[注釈 12]→家政専攻 入学定員20名[注 16]。
- 食物栄養専攻 入学定員10名[注釈 12]
- 英語専攻 入学定員15名[注釈 12]

#### 別科
- なし

##### 取得資格について
資格
- 保育士：保育学科にて取得できるようになっていた[51]。
- 栄養士：かつての家政学科食物栄養学専攻にて設置されていた[61]。

教職課程
- 幼稚園教諭二種免許状：保育学科にて取得できるようになっていた[51]。
- かつて、中学校教諭二種免許状が設置されていた。
  - 国語：かつての国語国文科にて設置されていた[38]。
  - 英語：かつての英語英文科にて設置されていた[62]。
  - 家庭：ライフデザイン学科の前身である家政学科家政学専攻にて設置されていた[62]。

#### 附属機関
- 女性文化研究所
- 子育て支援センター
- 図書館

### 研究
- 『東横学園女子短期大学紀要』[63]
- 『東横学園女子短期大学女性文化研究所紀要』[64]

## 学生生活

### 部活動・クラブ活動・サークル活動
- 東横学園女子短期大学のクラブ活動
  - 体育系：バスケットボール・テニス・バドミントン・バレーボールほか
  - 文化系：手話・軽音楽ほか

### 学園祭
- 東横学園女子短期大学の学園祭は「桐華祭」と呼ばれ毎年、概ね10月中旬頃に行われていた。

## 大学関係者と組織

### 大学関係者一覧
- 高鳥正夫 元学長
- 石原千秋 元助教授（夏目漱石研究）
- 林望 元教授（エッセイスト、『イギリスはおいしい』など）
- 秦恒平 作家、元非常勤講師
- 高木美也子 元教授、生命倫理学者
- 三田村雅子 元講師、日本文学研究者
- 木川裕 元講師

#### 出身者
- 井川遥（女優）
- 宮崎裕子（ニッポン放送編成局編成部主任、元記者）
- 油井亜衣（フリーアナウンサー）
- 藤井彩香（モデル・女優）
- 木村由貴子（元女優）

## 施設

### キャンパス
- 1号館・2号館・3号館・体育館ほかテニスコート（アーバンコート・クレイコートの2つがあった）などがあった。ちなみに図書館（およそ180,000冊が所蔵されていた）・学生食堂・子育て支援センター「ぴっぴ」は3号館にあった。

## 対外関係

### 他大学との協定

#### アメリカ
- カリフォルニア大学

#### イギリス
- ベル大学

#### オーストラリア
- クイーンズランド大学

#### 日本
- 東京都私立短期大学協会

### 関係校
- 亜細亜大学
- 亜細亜大学短期大学部
- 武蔵工業大学
- 武蔵工業大学短期大学部
- 武蔵工業大学付属中学校・高等学校
- 武蔵工業大学第二高等学校
- 東急自動車整備専門学校
- 東急自動車学校

### 系列校
- 東横学園中学校・高等学校
- 東横学園大倉山高等学校
- 東横学園小学校
- 東横学園二子幼稚園

## 社会との関わり
- 子育て支援センター「ぴっぴ」を活用することで、地域との交流を図っていた。

## 卒業後の進路について

### 編入学･進学実績
- これまでの実績では、併設の武蔵工業大学ほか岩手大学・岩手県立大学・淑徳大学・東京成徳大学・和洋女子大学・共立女子大学・杏林大学・東京農業大学・日本大学・東洋大学・武蔵野大学・恵泉女学園大学・産業能率大学・桃山学院大学などがある。